# 정복자 칼
정복자 칼(Kull The Conqueror)은 미국에서 제작된 존 니코렐라 감독의 1997년 영화이다. 케빈 소보 등이 주연으로 출연하였고 라파엘라 드 로렌티스 등이 제작에 참여하였다.

## 출연

### 주연
- 케빈 소보

### 조연
- 티아 카레레
- 토마스 이안 그리피스
- 라이트풋
- 로이 브록스미스
- 하비 피어스타인
- 카리나 롬바드

## 제작진
- 공동제작: 헤스터 하겟
- 미술: 벤자민 페르난데즈
- 특수효과: 키트 웨스트
- 배역: 엘리자베스 헤이든
- 배역: 제프리 파세로